# 西菲利齿兽属
西菲利齿兽属（学名：Cifelliodon）为贼兽目的一个属。属名以古生物学家理查德·奇费利(Richard Cifelli)的名字命名。

## 下属物种
本属包括以下物种：
- Cifelliodon wahkarmoosuch Huttenlocker, Grossnickle, Kirkland, Schultz  & Luo, 2018，种名“wahkarmoosuch”则取自当地印第安部族尤特人的语言,意为“黄猫”。 约在三叠纪晚期（2.51亿至1.99亿年前）[2]